# Flórida Ocidental espanhola

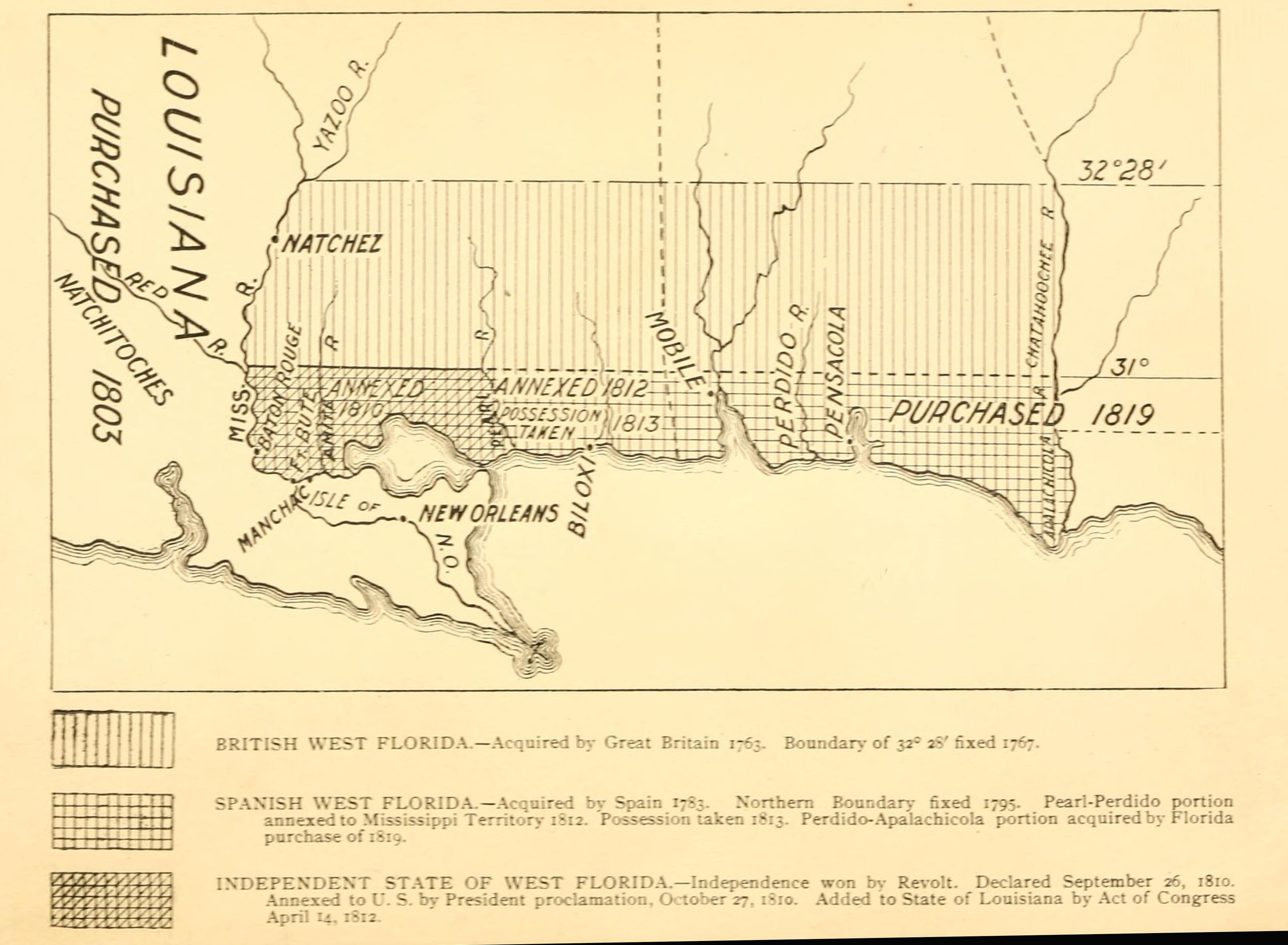
A redução gradativa do controle espanhol na Flórida Ocidental.

A Flórida Ocidental (em espanhol: Florida Occidental) foi uma província do Império Espanhol de 1783 até 1821, quando ela e a Flórida Oriental foram cedidos aos Estados Unidos.
A região da Flórida Ocidental espanhola inicialmente tinha as mesmas fronteiras que a antiga colônia britânica. Grande parte de seu território foi sendo anexada gradualmente pelos Estados Unidos durante a controvérsia da Flórida Ocidental, em que os Estados Unidos reivindicava esse território. Em sua maior extensão, a colônia incluiu o que são agora as Paróquias da Flórida da Luisiana, as partes mais ao sul do Mississippi e do Alabama, e a panhandle da Flórida. Considerando que o sudeste da Luisiana e atual litoral do Mississippi e do Alabama foram anexados antes ou durante a Guerra de 1812, a terra que compõe a atual Flórida não foi adquirida até vários anos depois. Transformou-se no Território da Flórida dos Estados Unidos em 1822.

## História
A Espanha foi o primeiro estado europeu a colonizar a península da Flórida, expandindo-se para o norte de Cuba e estabelecendo assentamentos duradouros em St. Augustine, na costa atlântica, e em Pensacola e San Marcos (St. Marks), na costa do Golfo do México.
Após as perdas da Espanha para a Grã-Bretanha durante a Guerra dos Sete Anos, a Espanha cedeu seu território da Flórida para a Grã-Bretanha em 1763. Os administradores britânicos dividiram o território em duas colônias: Flórida Oriental, incluindo a península da Flórida com a capital em St. Augustine, e Flórida Ocidental, à qual foi anexada parte do território recebido da França sob o tratado de paz de 1763. A Flórida Ocidental se estendeu do rio Apalachicola até o rio Mississippi, com sua capital em Pensacola.
Em 1779, a Espanha entrou na Guerra da Independência dos Estados Unidos do lado da França, mas não das Treze Colônias. Bernardo de Gálvez, governador da Luisiana espanhola, liderou uma campanha militar ao longo da costa do Golfo, capturando Baton Rouge e Natchez dos britânicos em 1779, Mobile em 1780 e Pensacola em 1781.
No tratado de paz de 1783, a Grã Bretanha retornou ambas as colônias da Flórida ao controle espanhol. Em vez de administrar a Flórida como uma única província, como antes de 1763, a Nova Espanha preservou o arranjo britânico de dividir o território entre Flórida Oriental e Ocidental (Florida Oriental e Florida Occidental). Quando a Espanha adquiriu a Flórida Ocidental em 1783, o limite britânico a leste era o rio Apalachicola, mas a Espanha em 1785 mudou-o para o leste e o limite passou a ser o rio Suwannee. A finalidade era transferir San Marcos e o distrito de Apalachee da Flórida Oriental a Flórida Ocidental.